# 227
| [ Edytuj tabelę ] |                                             |
| Władca Korei      | - 197 Sansang 227 - 227 Tongch’ŏn 248       |
| Papież            | - 217 Hipolit Rzymski 235 - 222 Urban I 230 |
| Król Partów       | - 208 Wologazes VI 228                      |
| Król Persji       | - 224 Ardaszir I 241                        |
| Cesarz Rzymu      | - 222 Aleksander Sewer 235                  |

Rok 227 / CCXXVII
stulecia: II wiek ~
III wiek ~
IV wiek

lata: 217 «
222 «
223 «
224 «
225 «
226 «
227
» 228
» 229
» 230
» 231
» 232
» 237

## Wydarzenia
- Sallustius, teść Aleksandra Sewera, został skazany na śmierć pod zarzutem planowania zabójstwa cesarza.
- Sasanidzki władca Ardaszir I koronował się w Ktezyfonie na „Króla Królów Iranu i nie-Iranu”. (lub 226)

## Zmarli
- Reskuporis II, król Bosporu.
- Sallustius, teść Aleksandra Sewera.
- Sansang, król Koguryŏ.